# Академия Филлипса
Академия Филлипса (англ. Phillips Academy) — элитарная частная школа, расположенная в городе Эндовер, штат Массачусетс, США. В этой школе в своё время учились Лайман Спитцер, Джордж Герберт Уокер Буш (старший) и Джордж Уокер Буш (младший), Питер Селларс, Синъити Мотидзуки.

## История
Академия Филлипса — старейшая объединённая академия в Соединенных Штатах. Она была основана в 1778 году Сэмюэлем Филлипсом-младшим. Его дядя, доктор Джон Филлипс, позже основал Академию Филлипса в Эксетере в 1781 году. По состоянию на февраль 2016 года финансирование Академии Филлипса составило чуть более одного миллиарда долларов.
Андовер находится под контролем попечительского совета, возглавляемого Питером Карри, исполнительным директором и бывшим финансовым директором «Netscape», который 1 июля занял пост президента Попечительского совета Академии Филлипса.
5 декабря 2019 года 16-м директором школы был назван 13-й президент Гриннелл-колледжа доктор Рейнард С. Кингтон.
С 1986 года между Академией Филлипса и Новосибирской физико-математической школой (СУНЦ НГУ) происходили ежегодные обмены учениками.